# Faruk Koca

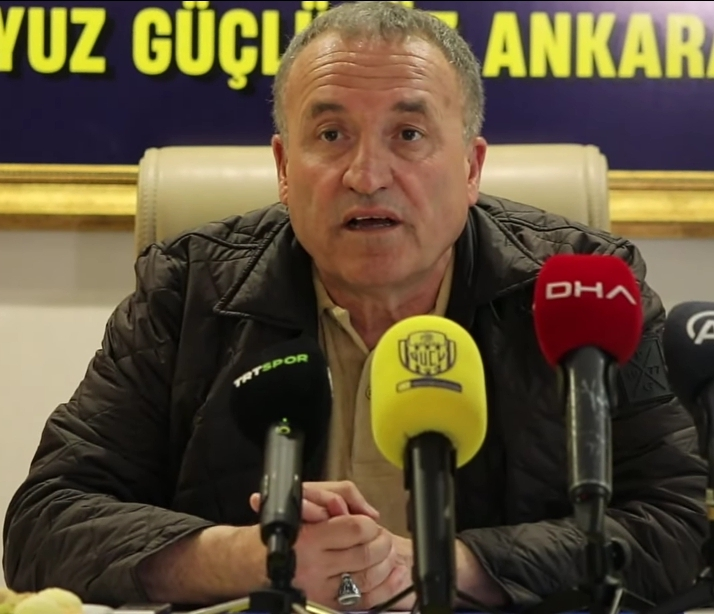
Faruk Koca (2023)

Faruk Koca (* 15. April 1964 in Ankara) ist ein türkischer Politiker, Unternehmer und ehemaliger Sportfunktionär.

## Leben
Nach seinem Abitur war er selbstständig tätig. Koca gehörte zu den Gründungsmitgliedern der Adalet ve Kalkınma Partisi (AKP) und war Abgeordneter der Großen Nationalversammlung der Türkei in Ankara in der 22. und 23. Periode (Oktober 2002 bis Juni 2011). Er ist verheiratet und hat vier Kinder. 2021 bis zu seinem Rücktritt, am 12. Dezember 2023, war er Präsident des Fußballvereins MKE Ankaragücü.

## Angriff auf Schiedsrichter 2023
Nach dem Spiel MKE Ankaragücü gegen Çaykur Rizespor am 11. Dezember 2023 griff Koca den Schiedsrichter Halil Umut Meler mit weiteren Begleitern körperlich an und streckte ihn mit einem Faustschlag zu Boden. Koca und zwei weitere Angreifer wurden festgenommen.
Koca trat am Tag darauf von seinem Präsidentenamt zurück und entschuldigte sich für die von ihm begangene Gewalt auf der Social-Media-Plattform X, nachdem er sich zuvor in einer ersten Stellungnahme gerechtfertigt hatte.
Der Türkische Fußballverband (TFF) setzte auf unbestimmte Zeit den Spielbetrieb der Süper Lig aus. Weiterhin sperrte der Verband Koca nach dem Vorfall lebenslang für Fußballaktivitäten. Der Verein MKE Ankaragücü wurde mit einer Geldstrafe von rund 63.000 Euro belegt; ihm wurde auferlegt, in den folgenden fünf Heimspielen keine Zuschauer zuzulassen. Der zunächst ausgesetzte Spielbetrieb wurde am 19. Dezember 2023 wieder aufgenommen.
Ende Dezember wurde Koca auf Kaution vorerst aus der Haft entlassen. Seit dem 9. Januar 2024 musste er sich vor Gericht verantworten. Im November 2024 wurde er zu einer Haftstrafe von drei Jahren und sieben Monaten verurteilt. Auch zwei weitere Angreifer erhielten Freiheitsstrafen.